# Le Locheur
Le Locheur is een plaats en voormalige gemeente in het Franse departement Calvados in de regio Normandië. De plaats maakt deel uit van het arrondissement Vire.

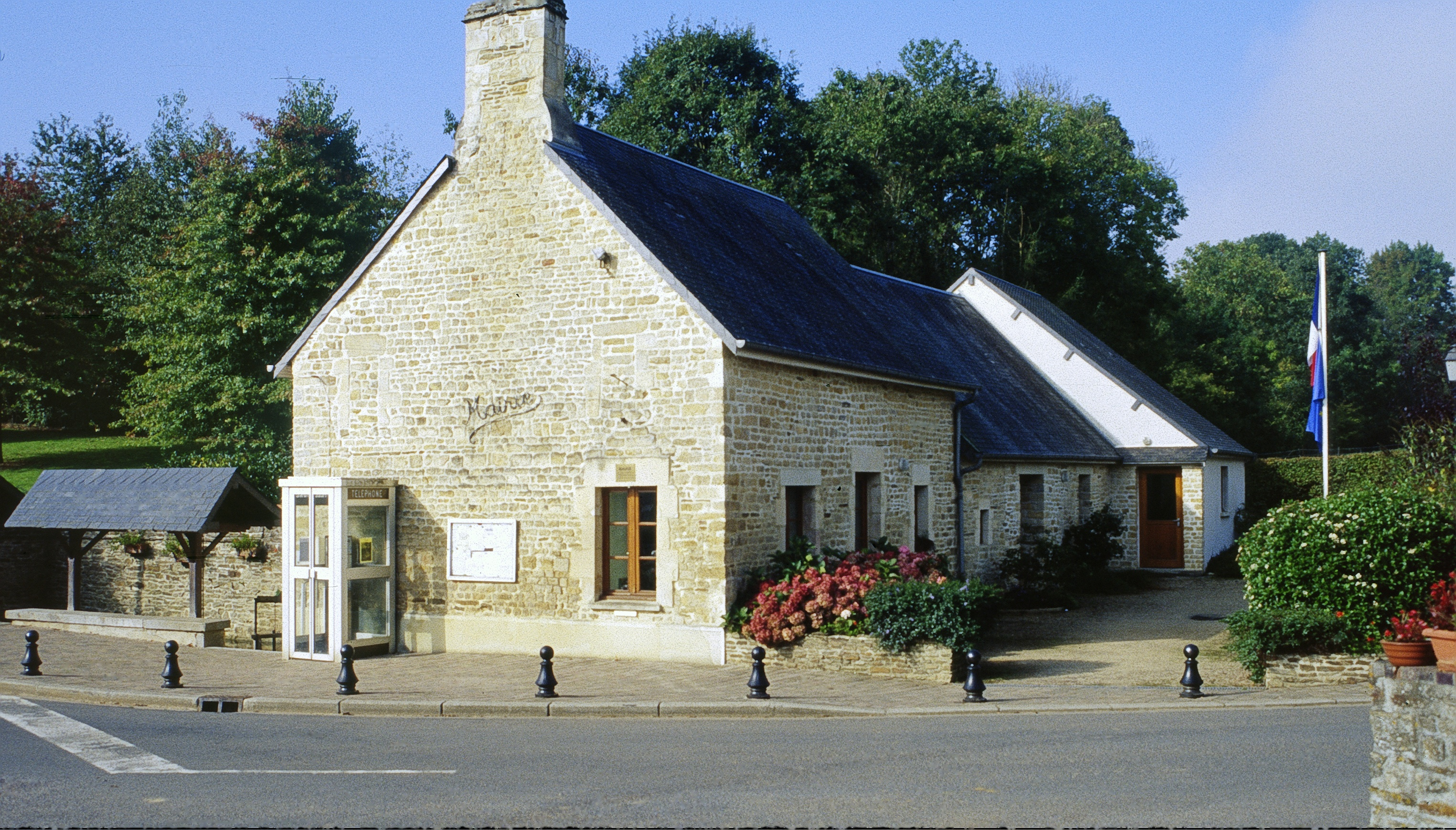
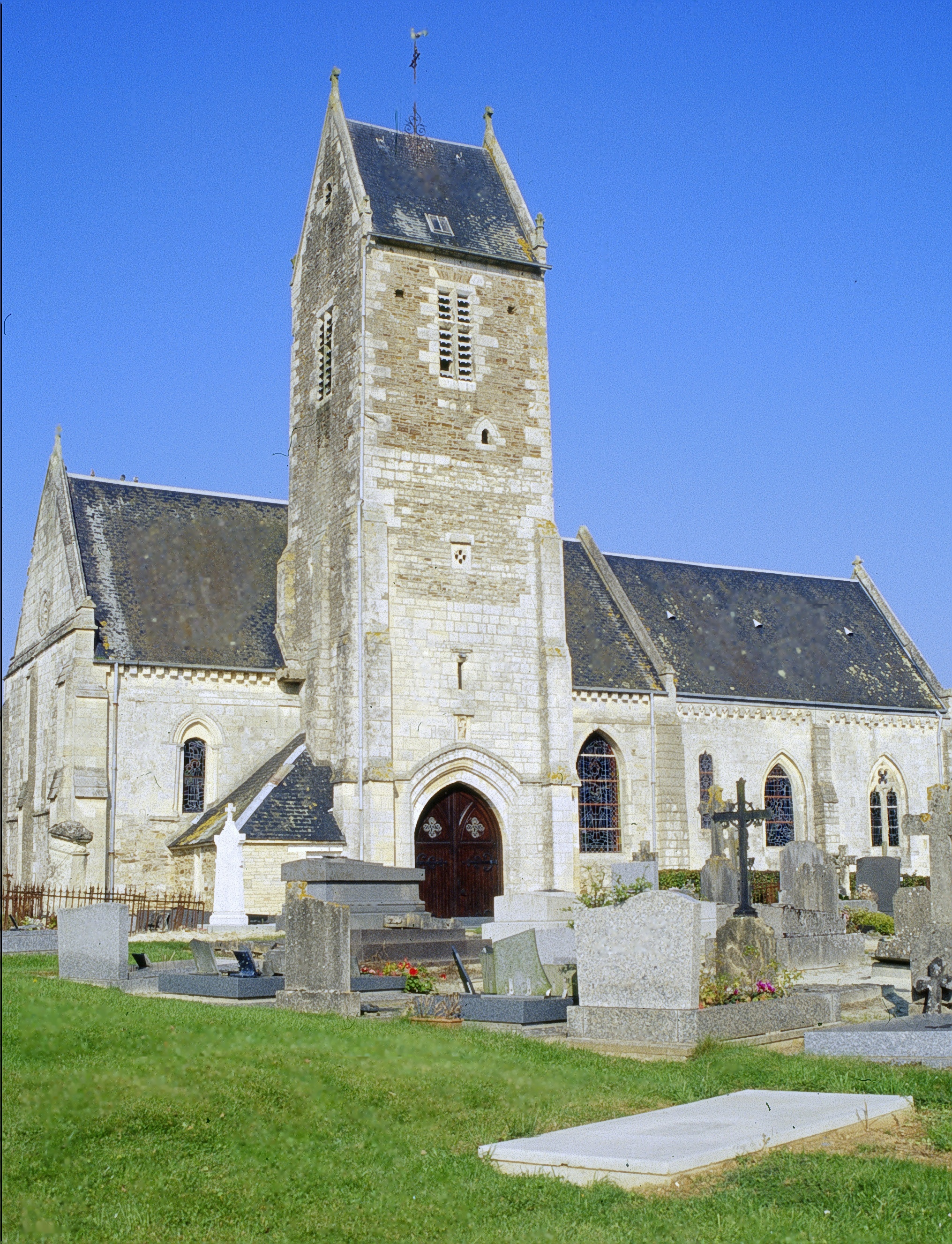

## Geschiedenis
De gemeente maakte deel uit van het kanton Villers-Bocage totdat dit op 22 maart 2015 werd opgeheven en de gemeenten werden opgenomen in het kanton Aunay-sur-Odon. Op 1 januari fuseerde de Le Locheur met Noyers-Missy en Tournay-sur-Odon tot de huidige commune nouvelle Val d'Arry.

## Geografie
De oppervlakte van Le Locheur bedraagt 3,7 km², de bevolkingsdichtheid is 75,7 inwoners per km².
De onderstaande kaart toont de ligging van Le Locheur met de belangrijkste infrastructuur en aangrenzende gemeenten.

## Demografie
Onderstaande figuur toont het verloop van het inwonertal (bron: INSEE-tellingen).
Vanwege een beveiligingsprobleem met de MediaWiki Graph-software is het momenteel niet mogelijk deze grafiek weer te geven. Zodra de software is bijgewerkt zal de grafiek vanzelf weer zichtbaar worden.
Le Locheur · Missy · Noyers-Bocage · Tournay-sur-Odon